# Major Disaster
Major Disaster è un ex super criminale DC Comics ed un riluttante super eroe amorale.

## Storia di pubblicazione
Major Disaster debuttò in Lanterna Verde (vol. 2) n. 43 e fu creato da Gardner Fox e Gil Kane.

## Biografia del personaggio
Paul Booker non era più di un truffatore a buon mercato. In fuga dalla polizia, trovò una finestra non chiusa di un appartamento e ci si arrampicò per entrare e nascondersi.
Senza saperlo, entrò nell'appartamento di Thomas Kalmaku, l'ex amico e confidente di Lanterna Verde. Attivando accidentalmente un pannello di controllo nascosto, scoprì il registro di Kalmaku su Lanterna Verde. Usandolo, scoprì le identità segrete di Lanterna Verde e di Flash.
In possesso di questa informazione, decise di imbarcarsi nella carriera criminale sotto il nome di "Major Disaster", e assunse un gruppo di scienziati criminali per creare dei dispositivi che lo rendessero in grado di causare disastri naturali. Utilizzando questi nuovi poteri, cercò di uccidere i due combattenti del crimine, ma fu sconfitto e si pensò che fosse rimasto ucciso nell'esplosione che ne seguì. Tuttavia, Disaster indossava un dispositivo che lo proteggeva da qualsiasi disastro da lui creato. Questo dispositivo faceva riformare i suoi atomi di continuo, invisibilmente riportandolo alla sua forma umana. Eppure, la sua fortuna contro Lanterna Verde non riuscì a migliorare, in quanto fu sconfitto di nuovo.
Dopo questa sconfitta, Lanterna Verde utilizzò il suo Anello del potere per cancellare le identità segrete sua e di Flash e mise dei blocchi mentali così che non potesse dire a nessun altro della propria identità segreta.
Major Disaster minacciò le Nazioni Unite per conto del gruppo razzista Nurike. Tentò di distruggere il palazzo delle Nazioni Unite di Manhattan utilizzando una crepa da lui creata, ma fu fermato da Karate Kid. Più avanti unì le forze a quelle del Signore del Tempo al fine di tormentare Karate Kid.

### Pazzia
Booker scoprì che il suo potere cominciava a interiorizzarsi in lui, e che cresceva in magnitudo e lentamente lo distruggeva. Cercò quindi di rimuovere l'eccesso di potere scaricandolo su Superman, e fu sconfitto di nuovo. Superman, aiutato da Batman, lo sconfisse anche quando Booker si unì all'Armata del Crimine del Generale Scarr.
Nel tentativo di liberarsi finalmente di Lanterna Verde, Booker minacciò di distruggere la Diga di Baldwin Hills a meno che Jordan non arrivasse ad affrontarlo. All'epoca, John Stewart era la Lanterna Verde della Terra, e quando giunse alla diga, Disaster era confuso, in quanto credeva che Jordan fosse ancora Lanterna Verde. Credendo che l'eroe si stesse prendendo gioco di lui, distrusse la diga e la maggior parte di Los Angeles. Grazie ad uno dei costrutti di Lanterna Verde, Disaster fu sconfitto e divenne pazzo, credendo che fossero tutti Lanterne Verdi.
Per un certo periodo, Booker fu un operativo del cartello criminale internazionale noto come SKULL e fu reclutato dal leader del gruppo, Simon Pons. Sia Booker che lo SKULL fuggirono dagli Outsiders quando lo SKULL cominciò a rapire prominenti scienziati, super eroi, e milionari. Causò anche la distruzione del quartier generale degli Outsiders nella Stazione della Markovia, facendola affondare fuori dalla costa di Los Angeles.

### Lega dell'Ingiustizia
Fu nel periodo che trascorse in prigione che Disaster incontrò Mighty Bruce, un mago del computer che rubò soldi da grandi organizzazioni per donarle in carità. Mighty Bruce improvvisamente sembrò vitale per i piani futuri di Disaster nei confronti di un gruppo di super criminali: la Lega dell'Ingiustizia. La squadra consisteva di Disaster come leader, Mighty Bruce, Multi-Man, Cluemaster, Big Sir e il Re degli Orologi. Disaster e la Lega entrarono in possesso di una nave da guerra Thanagariana abbandonata dopo una recente invasione aliena alla Terra e pianificarono di usare le armi a bordo per attaccare la Justice League. Sfortunatamente per loro, Guy Gardner, che si stava occupando di una nave da guerra Khund li vicino, intercettò le loro trasmissioni radio e li incontrò. Fece a pezzi la nave da guerra e prese la Lega in custodia.
Una volta libera, la Lega decise che la propria carriera criminale sarebbe stata più semplice in Europa, e così si spostò a Parigi per stabilirne una base. Sfortunatamente, la Justice League Europe vi si era appena stabilita e si ritrovarono alla stessa scuola di "Francese per Principianti". Subito ne scaturì una baruffa. I criminali furono subito deportati dalla Francia. La loro missione successiva fu quella di irrompere in una banca al casinò Club JLI sull'isola di Kooey Kooey Kooey. Mentre questa operazione fu un successo, non furono in grado di spendere le proprie vincite in quanto l'isola cominciò ad allontanarsi verso l'oceano (venne fuori che era un'isola senziente). Reclutato dalla JLA, Disaster aiutò ad evitare il conseguente caos geologico e tettonico assistendo Aquaman nell'ancorare l'isola ad un vulcano sotterraneo. Quindi, Disaster decise di restare e affrontare la giustizia piuttosto che fuggire, nonostante ne avesse avuta l'opportunità.

### Justice League Antarctica
Nel tentativo di diventare legale, la Lega dell'Ingiustizia ebbe una seconda possibilità tramite Maxwell Lord, l'allora capo della JLI. Riuscirono in qualche modo a fermare un attacco terroristico e furono successivamente inviati al Polo Sud per formare la Justice League Antarctica, insieme a G'nort e Scarlet Skier. La squadra ebbe vita breve in quanto Disaster distrusse la loro ambasciata mentre sconfiggeva un'ovatta di pinguini assassini. La squadra, anche se senza un'ambasciata, rimase insieme, agendo da guardie del corpo di Maxwell Lord quando questi entrò in coma a causa di uno sparo. Si unirono anche alle Leagues Americana ed Europea, alla squadra chiamata i Conglomerati, e al cacciatore di taglie intergalattico Lobo in una battaglia campale contro Despero. Nel tentativo di fermare Despero, Major Disaster trasformò Times Square in macerie fumanti. Dopodiché, la Lega si separò dalla League.

### Ritorno alla criminalità
Dopo questi eventi, il gruppo ritornò al crimine. Cercarono di rubare al culto del Ministro Sole, solo per vedersi ri-rubare il bottino dai derubati. La carriera di Disaster ebbe una spinta quando accettò un accordo con Neron che incrementò grandemente i suoi poteri causa-disastri, rendendo le sue imprese più facili e dandogli più disastri da causare, al costo della propria anima. Apparentemente sotto la direzione di Neron, Major Disaster rese onore al proprio nome quando in Aquaman vol. 5 n. 14 causò una serie di eventi che portò alla distruzione di un aeroplano commerciale e un sottomarino militare con la morte conseguente di tutti quelli a bordo dei due veicoli. Questa distruzione causò anche la morte di Thanatos, un nemico minore di Aquaman che cercò di rimpiazzare il Re di Atlantide.

### Suicide Squad
La Lega dell'Ingiustizia ebbe un'offerta da parte del governo perché lavorasse con la Suicide Squad. Major Disaster accettò, facendo persino di Multi-Man un volontario contro la sua volontà. Furono inviati su una piccola isola fuori dall'Islanda, per avere a che fare con una situazione terroristica ed un esperimento genetico finito fuori controllo. Senza vita, costrutti genetici esplosivi che sembravano bambini, uccisero Big Sir. Il resto dei "bambini" furono rimpiccioliti da Multi-Man, che aveva questo potere nella sua versione precedente. A Multi-Man fu sparato alla testa poco dopo, ma in passato era ritornato dopo cose peggiori. Sfortunatamente, al Re degli Orologi, che non aveva alcun potere, fu sparato ripetutamente. Nel caos che ne seguì, Major Disaster percepì che Cluemaster salvò la sua vita almeno due volte, prima che morisse a causa di uno sparo. Cluemaster sopravvisse alle proprie ferite, ma con cicatrici multiple.
Disaster rimase nella Squad finché Superman non gli diede una possibilità di dimostrare il proprio valore eroico sconfiggendo diversi nemici di Superman.

### Eroe di nuovo
Anche Batman seguì la carriera di Disaster, e il Cavaliere Oscuro lo scelse perché fosse un membro di una sostituzione della League mentre i membri regolari erano indietro nel tempo ad Atlantide. Gli altri membri di questa squadra furono: Nightwing, Freccia Verde, Atomo, Hawkgirl, Faith, Firestorm e Jason Blood. Il destino della League originale era ignoto a questa squadra, e per qualche tempo, credettero che la League originale fosse stata sconfitta.
Agendo da eroe e finalmente per la prima volta ottenendone il rispetto, Disaster colse al volo la possibilità di rimanere nella squadra seguendo il suo ritorno e nella successiva battaglia con la potente maga Atlantidea Gamemnae. Dopo l'adesione al gruppo, fu molto vicino a Faith e fu l'unica persona in tutta la League ad aver visto la sua vera forma.
Successivamente, Major Disaster si unì alla Justice League Elite, una branca operativa sotto copertura della Justice League guidata da Sorella Superiore. Durante la serie JLElite, si scoprì che Disaster era un alcolizzato. Più avanti, mentre combattevano con la Justice Society of America, Booker usò il suo potere sotto effetto alcolico, ferendo severamente Hawkgirl, e poi causando la morte del compagno di squadra Manitou Raven. Alla fine della serie JLElite, diede le dimissioni dalla League e chiese di "attendere qualche mese prima di inviare qualunque visitatore col mantello".

### Morte
Durante la Crisi Infinita, Major Disaster fu presente alla Battaglia di Metropolis. In mezzo al caos fu ucciso da Superboy-Prime.
Durante gli eventi de La notte più profonda, Major Disaster fu rianimato come membro del Corpo delle Lanterne Nere, insieme agli altri eroi uccisi da Superboy-Prime e si diresse verso Terra Prime per tormentarlo. Superboy-Prime li distrusse utilizzando un anello nero del potere girando tra i vari set di potere delle emozioni che risultò in un'esplosione di energia colorata che distrusse tutte le Lanterne Nere.

## Poteri e abilità
I poteri di Major Disaster in origine derivarono da un set di armi che utilizzò per causare disastri naturali. Nel tempo, l'esposizione a queste armi fecero sì che i poteri entrassero in lui così da poter creare caos a volontà. Il suo accordo con Neron incrementò grandemente i suoi poteri, permettendogli di percepire brandelli di caos intorno a lui. I disastri che ora poteva, teoricamente, controllare andavano dal controllo di una pioggia di asteroidi senza versare una goccia di sudore fino al causare attacchi di cuore, addirittura facendo inciampare le persone. I suoi poteri sembrarono non avere veri limiti, anche se mancava di controllo. Ideò un campo di forza per sé stesso, utilizzando i suoi poteri per redirigere gli attacchi, anche se non sembrò utilizzarlo molto. Mentre Major Disaster era in grado di creare il caos, gli costava un grande sforzo cercare di limitare i disastri, suoi o naturali che fossero.

## In altri media

### Televisione
- Nella stagione finale della serie animata Justice League Unlimited, Major Disaster comparve come membro della Società Segreta di Gorilla Grodd. Comparve durante la battaglia a Gorilla City quando uscì di colpo dal terreno. Più avanti fu dalla parte di Gorilla Grodd contro Lex Luthor, ma fu fermato da Volcana che lanciò un singolo colpo di fuoco. Sembrò passare dalla parte di Luthor e rimase ucciso quando Darkseid fece saltare in aria la loro nave.
- Major Disaster comparve nell'episodio Il figlio di Tornado Rosso della serie animata Batman: The Brave and the Bold, doppiato in originale dall'attore James Arnold Taylor[4]. In questo episodio, attaccò una festa sulla spiaggia chiedendo un riscatto enorme, ma fu sconfitto da Batman, Red Tornado, e il Campione Tornado (esperimento di Red Tornado). Senza saperlo, rovinò Campione Tornado mandandolo in corto con un lampo, e donandogli le emozioni. Quando Major Disaster evase da Iron Heights e attaccò Red Tornado, il Campione Tornado lo attaccò brutalmente prima di essere messo fuori combattimento da Batman. Un segreto da custodire, in cui fu sconfitto da Batman e Lanterna Verde.